# Alfonsine
Alfonsine (Agl'infulsẽ o Agl'infulsèn in romagnolo) è un comune italiano di 11 612 abitanti della provincia di Ravenna in Emilia-Romagna.

## Geografia fisica

### Territorio
Alfonsine si trova nella bassa Romagna, all'incrocio tra il fiume Senio e la Strada statale 16 Adriatica, in una zona fertile in cui l'agricoltura è molto presente, soprattutto la frutticoltura e la viticoltura.

### Clima
Il clima si alterna a periodi determinati da quello Mediterraneo e altri da quello Continentale. Il mese in cui si registra la temperatura più alta è agosto, dove si raggiungono per più giorni i 38° con punte oltre i 40. Raramente si hanno temporali piuttosto intensi (7/8 nei 3 mesi estivi), che talvolta possono portare grandine. L'autunno è condizionato molto spesso da venti di Bora di moderata intensità, alternati a giornate nebbiose. Già da inizio novembre le temperature sono prossime allo 0 nelle prime ore del giorno, per non superare i 20 gradi in quelle centrali.
In autunno è più facile imbattersi in precipitazioni piovose che, a differenza della stagione estiva, possono durare anche giorni. Da metà novembre si possono avere le prime occasionali nevicate, che tuttavia, assumono quantità rilevanti solo da metà dicembre, quando le temperature raggiungono i -5°. I venti di Bora e Tramontana possono raggiungere i 40 km/h. Gennaio e febbraio sono mediamente i mesi più freddi: le temperature scendono fino a -8°, con nevicate frequenti e spesso copiose. Marzo segna la fine della stagione fredda: si possono avere ancora nevicate abbondanti, seguite da temperature che possono raggiungere i 18 gradi.
Nell'ultimo decennio, le precipitazioni si sono rivelate inferiori alle medie specialmente nelle stagione estiva. Non sono mancati periodi di siccità in cui la cittadina è stata costretta a un netto risparmio idrico.
Negli ultimi tre inverni, la quantità di neve caduta è superiore ai livelli di quella compresa tra il 2002 ed il 2008. L'inverno 2012 in particolare ha riservato la nevicata più copiosa dal dopoguerra fino ai giorni nostri, con oltre 65 cm di neve al suolo.

## Origini del nome
Coesistono due principali ipotesi sulle origini del nome di Alfonsine: 
- la prima, basata su documenti risalenti ai primi anni del Cinquecento, e più accreditata, si rifà ad Alfonso Calcagnini, che iniziò la bonifica di queste terre, che furono perciò chiamate "le Alfonsine" (terre di Alfonso). In romagnolo il toponimo resta tutt'oggi al plurale: "agl'Infulsen";
- la seconda (meno accreditata) si deve ad Antonio Polloni nella sua Toponomastica Romagnola (1966). Lo studioso ipotizza che il toponimo le Alfonsine derivi da fossa-æ, "canale, fossato scavato dall'uomo", e che solo in un secondo tempo — e per pura coincidenza — sarebbe stato influenzato dal nome di Alfonso Calcagnini.

## Storia

### Dalla fondazione al Regno d'Italia
Le origini di Alfonsine risalgono al 1464, quando il territorio attorno a Fusignano, costituito prevalentemente da acquitrini e valli palustri, fu donato da Borso d'Este al giovane Teofilo Calcagnini (nato nel 1441). La concessione fondiaria precorse la sua elevazione alla condizione di nobile, che giunse pochi anni dopo, quando i Calcagnini ottennero dall'imperatore Federico III d'Asburgo il titolo di conte palatino. Il conte Teofilo avviò un'ingente opera di bonifica dei suoi territori. Nel 1468 cercò di ampliare il feudo acquistando da Pietro Piemontesi, un veneziano, le valli a nord di Fusignano. Alla sua morte, nel 1488, gli successe il figlio Alfonso I, che proseguì la bonifica delle terre, che da lui presero il nome "le Alfonsine". Il nucleo originario del paese si sviluppò in parte alla sinistra del fiume Senio, come "Borghetto delle Alfonsine", e in parte sulla destra, intorno alla chiesa di Nostra Signora, eretta nel 1502, grazie alla bonifica avviata dal figlio di Teofilo, Alfonso Calcagnini, che governò in quel periodo su quelle terre.
Il luogo, da sempre zona di confine tra i territori ravennati e ferraresi, fu oggetto di secolari e a volte drammatiche lotte per il predominio. Al tempo dei Calcagnini Ravenna era in mano ai veneziani, che avevano cacciato i Da Polenta nel 1441. Essi cercarono di ampliare la loro zona d'influenza verso il Santerno ed il Senio; i marchesi d'Este (ferraresi) premevano da nord verso le stesse zone.

Un compromesso fra i veneziani e gli Este fu stipulato nel 1506: la zona di Alfonsine fu data a Ravenna.
Come linea di confine tra i rispettivi territori furono fissati il fiume Senio e la «via Reale» (l'odierna S.S. "Adriatica"). La «via Reale» deriva il suo nome dal fatto che attraversava una zona dove il piano di campagna era basso, che tendeva ad essere sommersa dall'acqua. La strada fu certamente costruita su un argine che si elevava sulla palude circostante. Strè élta potrebbe essere il suo nome originale (oppure Arièla, cioè "grandiosa", "maestosa" in romagnolo).
Nel 1509 terminò la signoria veneziana su Ravenna. I territori da essa amministrati passarono sotto il controllo dello Stato della Chiesa. Papa Leone X investì ufficialmente i Calcagnini del diritto di proprietà sulle loro terre, legittimando in tal modo la donazione estense. Il loro feudo comprese anche i fondi già appartenuti ai monaci di S. Maria in Porto ed ai nobili Rasponi; assunse la denominazione di "Territorio Leonino", dal nome del pontefice. I Calcagnini si trovarono così ad essere feudatari sia della Chiesa che degli Este. Il privilegio venne riconfermato da Clemente VIII alla fine del secolo.
Durante la dominazione napoleonica, nel 1814 Alfonsine ottenne l'elevazione a Comune. 
Il primo podestà fu Giuseppe Corelli. L'anno seguente, dopo la caduta di Napoleone, il paese ritornò alla Santa Sede, inserito nella Legazione di Ravenna.
Nel giugno 1859, con la caduta del potere pontificio in Romagna, Alfonsine fu annessa al Regno di Sardegna, che nel 1861 divenne Regno d'Italia.

### Il Novecento

Alfonsine nel 1945, subito dopo la Liberazione.

Imola, «Circuito dei Tre Monti» 1926. Il pilota Virgilio Finessi, in sella alla “Marini” 125 cc. dopo la vittoria, e il costruttore Giuseppe Marini (1884-1945).

All'alba del XX secolo Alfonsine era attraversata da forti tensioni sociali. Le dure condizioni di vita avevano portato, alla fine del secolo precedente, alla formazione, da un lato, di bande di malfattori e dall'altro di associazioni di natura assistenziale e politica impegnate a favore delle classi meno abbienti.
Il paese poi viene messo di nuovo a dura prova dallo scoppio dei disordini della "Settimana rossa", che ad Alfonsine si manifestò molto violentemente: la chiesa principale e il municipio andarono a fuoco (11 giugno 1914).
Anche il secondo conflitto mondiale fu particolarmente duro. Il fronte, infatti, si arrestò dall'autunno del 1944 alla primavera del 1945 lungo il fiume Senio, che scorre vicino al centro abitato.
Tra il dicembre 1944 e il 10 aprile 1945,  gli alleati combatterono contro i tedeschi in cruenti scontri. Il 10 aprile 1945 Alfonsine fu liberata dal Gruppo di Combattimento "Cremona". All'indomani della liberazione la cittadina offriva un panorama desolante: il 70% delle abitazioni era distrutto e il centro storico era completamente raso al suolo, essendo stato dapprima pesantemente bombardato dagli alleati, e in seguito minato dei tedeschi prima della loro ritirata verso nord.
Ad Alfonsine, come in altri centri della Bassa Romagna, furono compiuti delitti anche dopo la Liberazione. La sera del 5 maggio 1945 furono prelevati dalle proprie case Giuseppe Marini, industriale, e altre tre persone molto conosciute in paese. I loro corpi furono trovati solamente sedici anni dopo, nel settembre 1961.
Il centro di Alfonsine fu ricostruito tra il 1946 e il 1956 su progetto dell'architetto Giuseppe Vaccaro.

### Simboli
Lo stemma risale al 1814 quando Alfonsine ottenne il diritto di diventare un comune autonomo. Poiché il territorio era in parte sotto la legislazione ravennate e in parte sotto quella dei Calcagnini, il comune pose nel suo stemma il leone dei Calcagnini ed il pino, presente nello stemma di Ravenna.
Un tempo recava anche la tiara e le chiavi pontificie, per concessione di papa Gregorio XVI, poi omesse in seguito al passaggio della Provincia al Regno d'Italia.

### Onorificenze
Alfonsine è tra le città decorate al valor militare per la guerra di liberazione, insignita della medaglia d'argento al valor militare per i sacrifici delle sue popolazioni e per l'attività nella lotta partigiana durante la seconda guerra mondiale:

## Monumenti e luoghi d'interesse

### Chiese
A causa delle devastazioni subite durante la seconda guerra mondiale sono pochi gli edifici storici sopravvissuti in paese. Tra quelli più significativi si ricorda l'Oratorio di S. Vincenzo Ferrari, risalente alla metà del XVIII secolo. Al suo interno è tuttora custodita una tela della Madonna attribuita alla scuola dei Longhi. In piazza Vincenzo Monti, alla vecchia chiesa parrocchiale si è sostituita la Chiesa del Sacro Cuore. Di costruzione recente anche la chiesa parrocchiale dedicata a Santa Maria, in corso della Repubblica.
A pochi chilometri dal centro abitato si trova il santuario mariano dove si venera la «Madonna del Bosco», alla cui intercessione la tradizione ha attribuito diversi miracoli. Prende il nome dal bosco che occupava il terreno circostante. Nell'aprile 1714 in quel luogo un taglialegna era morto tragicamente durante l'abbattimento di un albero. Come tradizione, si era appesa un'immagine votiva in ceramica maiolicata ad un albero vicino al luogo della disgrazia. Il luogo divenne meta di pellegrini e devoti. Al culto, all'aperto, fece seguito la costruzione di una cappella e poi di un oratorio. Nel corso del XIX secolo l'edificio si deteriorò progressivamente. Negli anni venti del XX secolo gli alfonsinesi decisero di costruirne uno nuovo. La nuova chiesa venne edificata negli anni 1928-29 poco distante dal tempio precedente. Distrutta dai bombardamenti della seconda guerra mondiale, è stata ricostruita nel 1951-1952. L'immagine della Madonna del Bosco è invece quella originale, salvata dalle bombe dal parroco dell'epoca. È collocata in una teca di plexiglas sopra l'altare. All'interno della chiesa è conservata anche un'interessante raccolta di ex voto del XVIII e XIX secolo. È l'unico santuario mariano della "Bassa" nella diocesi di Faenza-Modigliana.

### Architetture civili

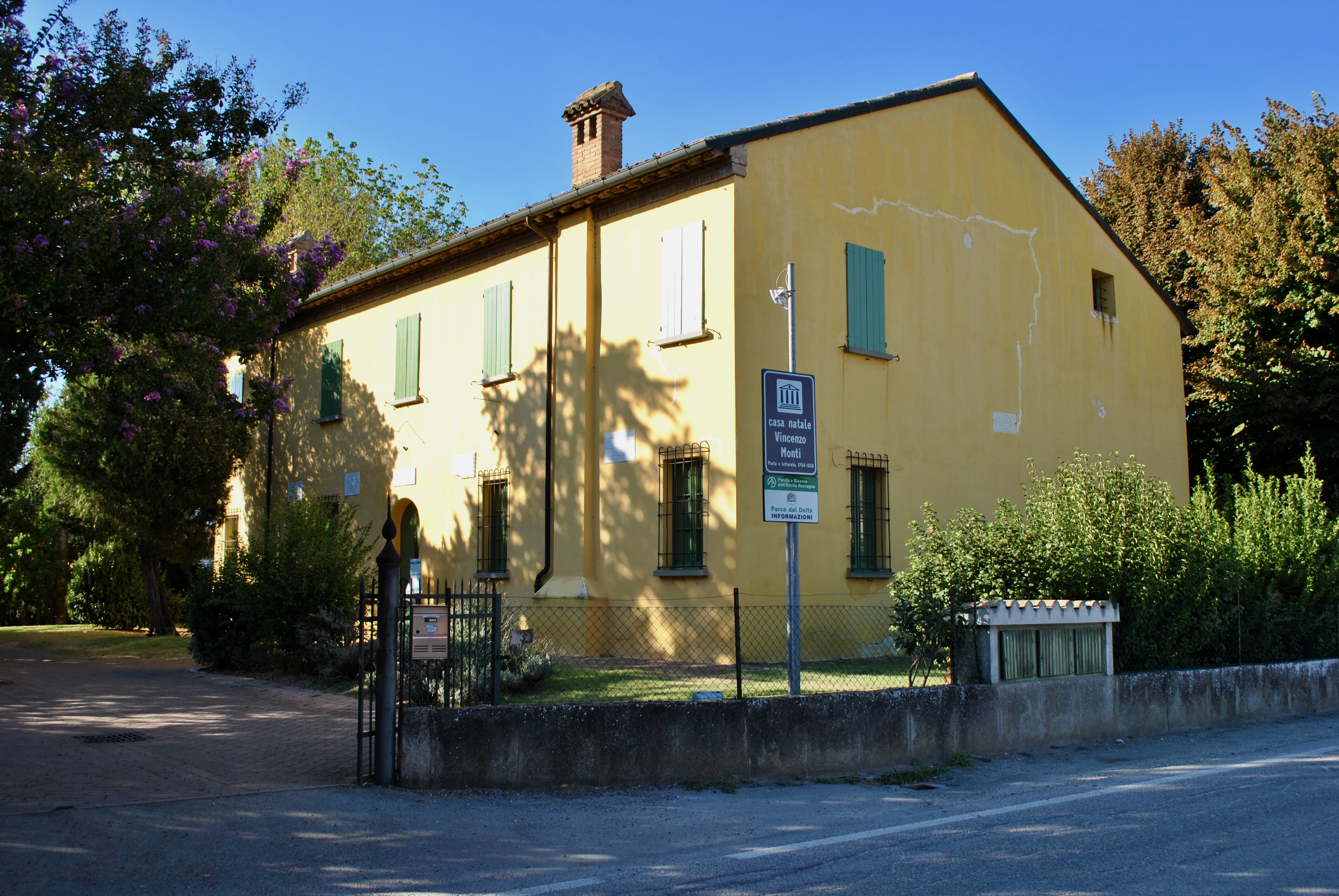
Casa natale del poeta Vincenzo Monti

In via Passetto si trova una villa rurale del Settecento dove nacque il celebre letterato Vincenzo Monti.
Degno di nota, nella piazza centrale, il grande monumento alla Resistenza, Trionfo della Resistenza, un'opera di Angelo Biancini compiuta fra il 1970 e il 1973.

### Aree naturali
A metà strada tra le valli di Argenta e quelle di Comacchio, inserita all'interno del vasto Parco regionale del Delta del Po, si trova la Riserva naturale speciale di Alfonsine, un insieme di tre aree ricavate da zone un tempo occupate dall'uomo che sono state rinaturalizzate.

## Società

### Evoluzione demografica
Abitanti censiti

### Etnie e minoranze straniere
Secondo i dati ISTAT al 31 dicembre 2009 la popolazione straniera residente era di 1 090 persone. Le nazionalità maggiormente rappresentate in base alla loro percentuale sul totale della popolazione residente erano:
- Romania 280 2,26%
- Marocco 224 1,81%

### Religione
Nel comune di Alfonsine sono presenti sei parrocchie facenti parte della diocesi di Faenza-Modigliana. 
La patrona di Alfonsine è la Madonna delle Grazie. L'immagine (una tabella ceramicata forse risalente al XVII secolo) fu venerata per circa un secolo «nel prato Savanuzza sul pilastrino presso l'argine del Po vecchio». Nel XVIII secolo fu traslata nella chiesa arcipretale e collocata nell'altare maggiore. Nel XIX secolo la chiesa, dedicata originariamente alla Madre di Dio (Bolla pontificia di Leone XIII del 1519), assunse il nuovo titolo di Santa Maria delle Grazie.

L'11 giugno 1914, durante i moti della Settimana rossa, la chiesa fu profanata e saccheggiata. L'immagine fu tratta in salvo prima che fosse catturata. Poi fu riposta sopra l'altare maggiore.
Alfonsine condivide con la vicina Fusignano la stessa solennità: l'8 settembre, giorno della natività della Madre di Dio. Non è chiaro se sia stata "importata" dal paese vicino: certo è che da Fusignano provenivano i conti Calcagnini, che sono all'origine della fondazione di Alfonsine.

### Associazioni
- «Istituto storico della Resistenza e dell'età contemporanea in Ravenna e provincia». Nato nel 1961, ha sede ad Alfonsine dal 1994. Si occupa di "conservare e valorizzare il proprio patrimonio documentario sul Novecento"[23][24] nonché di promuovere la ricerca e lo studio di una fase cruciale della storia dell'Italia contemporanea.

## Cultura

### Musei

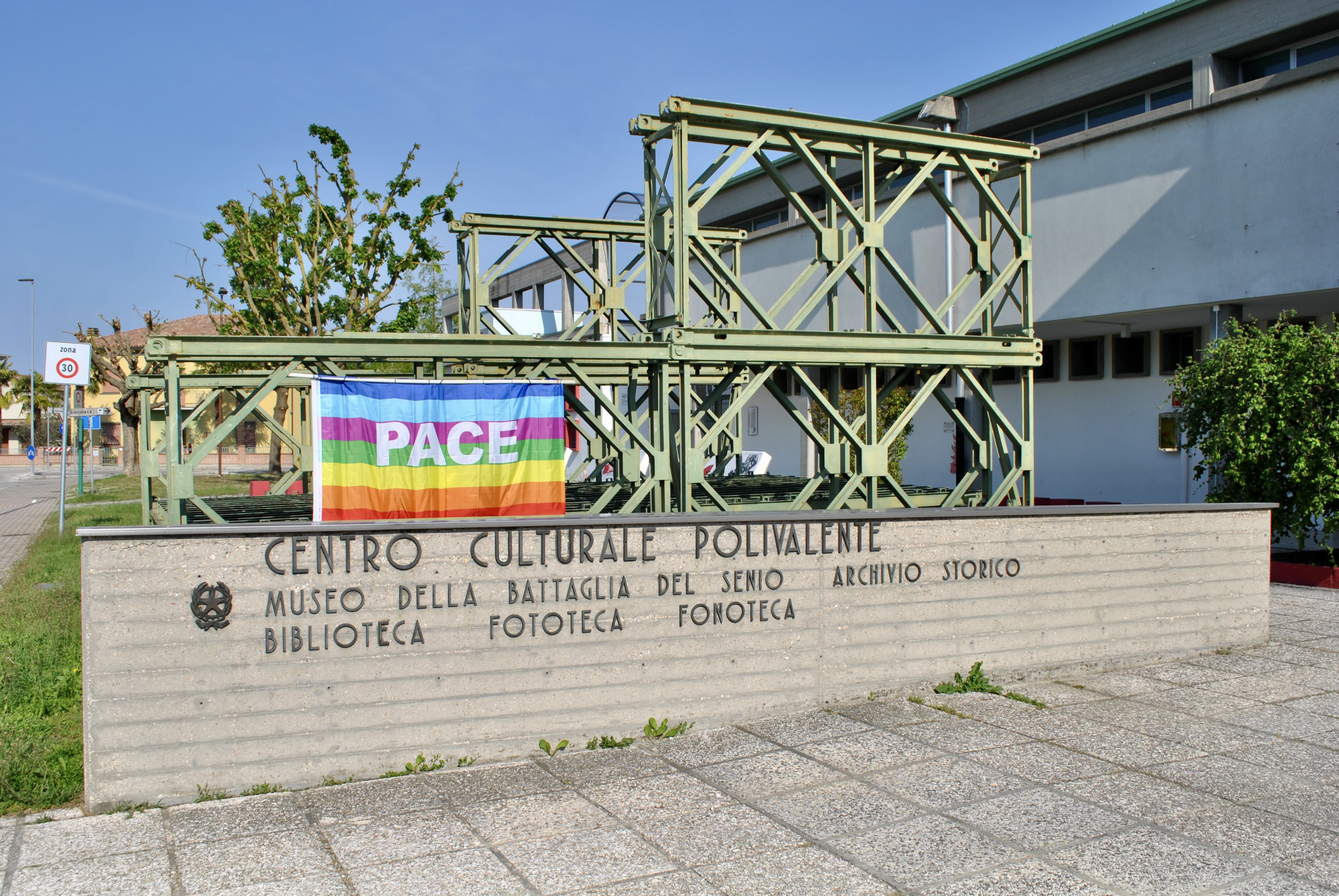
Ingresso del Museo della battaglia del Senio

In piazza della Resistenza si trova il Museo della battaglia del Senio, istituzione sorta nel 1981 su iniziativa di tre soggetti: Municipio, Provincia di Ravenna e Regione Emilia-Romagna, con il contributo dell'Ufficio Storico e dello Stato Maggiore dell'Esercito Italiano. Tra i cimeli esposti vi sono: un originale ponte Bailey, utilizzato dagli alleati durante il conflitto, ed esempi di artiglieria ed equipaggiamenti.
Obiettivo del percorso espositivo è la ricostruzione dei tragici eventi che segnarono le ultime fasi del secondo conflitto mondiale in Italia, intrecciando la storia dei fatti d'arme a quella dei paesi e delle popolazioni locali che subirono drammaticamente quel periodo.
La casa natale di Vincenzo Monti è oggi un piccolo museo in cui si possono ammirare, oltre alle opere del poeta, anche i cimeli della sua famiglia, nonché testimonianze della vita contadina dell'epoca. Vi si trova anche il Centro visita della Riserva Naturale di Alfonsine e un Centro d'informazione e documentazione sull'educazione ambientale.

### Istituzioni, enti e associazioni
Ad Alfonsine esiste una Università popolare. Fondata da Umberto Pagani nel 1997, dal 2009 l'associazione porta il suo nome. Offre corsi nei settori: Arti e culture; Natura e scienze; Lingue straniere. Inoltre sono attivi numerosi laboratori.
Il museo della battaglia del Senio è sede, dal 1997, dell'Istituto Storico della Resistenza e dell'Età Contemporanea della Provincia di Ravenna, dotato di un archivio e di una biblioteca.
Nella casa natale di Vincenzo Monti ha sede il «Comitato Montiano», ente promotore degli studi sul poeta alfonsinese.

## Geografia antropica

### Urbanistica
Il nucleo originario del paese si sviluppò in parte alla sinistra del fiume Senio, come "Borghetto delle Alfonsine", e in parte sulla destra, intorno alla chiesa di Nostra Signora, eretta nel 1502.

Dopo la nascita del Comune (1814), fu edificato il Municipio in sinistra Senio. Dopo il 1880 lo Stato italiano finanziò la costruzione del centro cittadino. Fu deciso di collocarlo in destra Senio: vennero edificati la piazza, il palazzo comunale, il mercato coperto e la nuova chiesa.
Nel 1890 Alfonsine fu raggiunta dalla linea ferroviaria Ferrara-Rimini. La stazione fu costruita in sinistra Senio, sia perché il terreno era più in piano rispetto all'altra parte del fiume, sia perché in destra Senio la rampa sarebbe terminata nel territorio del comune di Ravenna. Le scuole comunali furono edificate in Corso Garibaldi, in destra Senio.
Alfonsine fu quasi completamente distrutta dai bombardamenti alleati nella seconda guerra mondiale. (piazza Vincenzo Monti prima della guerra)
Il piano regolatore della ricostruzione fu firmato nel 1946 da un architetto di fama nazionale, Giuseppe Vaccaro, dello studio Vaccaro-Parolini. Il paese fu ricostruito sulla sponda sinistra del Senio. Qui furono edificati: la nuova piazza, il nuovo palazzo comunale e il nuovo mercato coperto. Oltre alla piazza principale, furono progettate altre due piazze: una per le scuole e una per il mercato coperto. Le tre piazze formano ancora oggi il "cuore" di Alfonsine. Furono poi progettate sedici strade, che costituirono il reticolo viario del centro abitato (la strada identificata con il n. 1 fu Corso Matteotti).
I lavori di ricostruzione furono ultimati nei primi anni cinquanta. In seguito al ritrovamento dei progetti di Vaccaro, nel 2004 il Ministero per i Beni e le Attività Culturali ha dichiarato «di interesse storico testimoniale» l'intero centro urbano.
Il centro è rimasto intatto fino al 1990. In quell'anno la Giunta (i cui membri appartenevano al Partito Comunista Italiano) ha approvato un nuovo piano regolatore che ha previsto la demolizione di tutti gli edifici del centro (eccetto il palazzo comunale). Successivamente sono stati abbattuti effettivamente due edifici: quello che ospitava la sezione locale del PCI (nel 1994) e il cinema. Ricorsi al TAR hanno impedito l'abbattimento di altri edifici.

## Economia

### Agricoltura
La cittadina è circondata da numerosi campi coltivati. Grano, frumento, patate, pomodori, cipolle, barbabietole, pesche e prugne sono i prodotti maggiormente coltivati. Come tutta la Romagna, anche Alfonsine ha una grande tradizione nel campo della produzione del vino; Il Trebbiano e la Cagnina sono i vini maggiormente prodotti. La cittadina possiede anche una cantina (detta Cantina sociale) dove i vini vengono trattati e conservati.

### Pesca
Sono molti i canali d'irrigazione intorno alla cittadina. In questi canali viene praticata la pesca a livello amatoriale. Le specie maggiormente diffuse nella zona sono: la carpa (ribattezzata dai pescatori "Gòba"), il siluro, la scardola (ribattezzata dai pescatori "Calzolaio"), l'alborella, il carassio ed il lucioperca. Il fiume Senio, che divide in due il paese è adatto per la pesca del cavedano ed in passato per la trota. Il fiume Reno, che passa a più a nord è famoso per la pesca al siluro e alla carpa. Nella zona delle Valli di Comacchio (a 6 km dal paese) si svolgono nella stagione estiva tornei di pesca. Altri pescatori si riuniscono nel Canal Destra Reno, praticando la pesca con la bilancia, ribattezzata "Bilancino".

### Industria
Le attività industriali principali che hanno sede nel territorio sono:  asfaltature e materiali bituminosi, costruzione di macchinari per le lavorazioni della plastica, produzione di succhi di frutta in brick e lavorazione in generale di frutta e verdura.
Nel territorio sono stati rilevati considerevoli giacimenti di gas metano.

## Infrastrutture e trasporti

### Strade
Strade statali
Alfonsine è attraversata dalla Strada statale 16 Adriatica. Dal 2010 il traffico extraurbano è canalizzato nella variante, che passa a nord del centro abitato.
Strade provinciali
Alfonsine è il punto di arrivo di un'importante strada provinciale: la n. 8 «Naviglio», che inizia a Faenza ed attraversa Bagnacavallo seguendo un percorso rettilineo di circa 28 km. Termina sulla SS16.
Nello stesso punto confluisce (oggi c'è una rotatoria) la n. 28, che costeggia la riva destra del Senio.
Sulla riva sinistra del Senio, a circa 1 km dal fiume, si dipana la n. 18 che, proveniente dal territorio di Fusignano, termina sulla SS16 alla distanza di circa 2 km dal centro abitato.
Da Alfonsine verso nord si dipana la n. 15, che porta al santuario della Madonna del Bosco e al fiume Reno.
Infine, collegano Alfonsine con il forese la n. 104 e la n. 105.

### Ferrovie
La cittadina è servita dalla stazione ferroviaria di Alfonsine, sulla linea Ferrara-Rimini, servita da treni regionali svolti da Trenitalia e TPER nell'ambito del contratto di servizio stipulato con la Regione Emilia-Romagna.

### Mobilità urbana
Il servizio di trasporto pubblico è garantito da autocorse svolte dalla società START-Romagna.
Nel 1885 ad Alfonsine fu attivata la stazione capolinea settentrionale della tranvia Lugo-Fusignano-Alfonsine, impianto esercito con trazione a vapore che rimase in esercizio per soli 22 mesi.

## Amministrazione
Il Comune di Alfonsine, insieme a Bagnacavallo, Bagnara di Romagna, Conselice, Cotignola, Fusignano, Lugo, Massa Lombarda e Sant'Agata sul Santerno, forma l'Unione dei comuni della Bassa Romagna.

### Sindaci dal 1946
| Periodo          | Periodo          | Primo cittadino     | Partito                 | Carica  | Note                                     |
| ---------------- | ---------------- | ------------------- | ----------------------- | ------- | ---------------------------------------- |
| 1946             | 1951             | Mario Cassani       | PCI                     | Sindaco |                                          |
| 1951             | 1952             | Luigi Bonetti       | PCI                     | Sindaco |                                          |
| 1952             | 1963             | Oreste Rambelli     | PCI                     | Sindaco | Confermato nel 1956 e nel 1960           |
| 1963             | 1976             | Vittorio Pagani     |                         | Sindaco | Confermato nel 1964, nel 1970 e nel 1975 |
| 1976             | 27 febbraio 1989 | Giovanni Torricelli | PCI                     | Sindaco | Confermato 1980 e 1985                   |
| 28 febbraio 1989 | 18 giugno 1992   | Natalina Menghetti  | PCI                     | Sindaco |                                          |
| 18 giugno 1992   | 14 giugno 2004   | Renzo Savini        | PDS, poi DS             | Sindaco | Confermato 1995 e 1999                   |
| 14 giugno 2004   | 8 giugno 2009    | Angelo Antonellini  | Democratici di Sinistra | Sindaco |                                          |
| 8 giugno 2009    | 27 maggio 2019   | Mauro Venturi       | Partito Democratico     | Sindaco | Confermato nel 2014                      |
| 27 maggio 2019   | in carica        | Riccardo Graziani   | PD                      | Sindaco | Confermato nel 2024                      |

### Gemellaggi
- Mayahi, dal 1988
- Nagykáta, dal 1962
- San Vito di Cadore, dal 1988
- Spello, dal 1974
- Toritto, dal 2013

## Sport
La società di calcio «Alfonsine F.C. 1921», nella sua lunga storia, ha disputato per 3 volte il campionato di serie D. Dopo un secolo di storia, la società ha cessato definitivamente l'attività.
La società «Only Sport Alfonsine» (OSA) ha ricominciato l'attività calcistica nella città nel 2021; attualmente milita nel campionato di Prima categoria.